# باغچه جلیل
باغچه جلیل، روستایی از توابع بخش سپیدار شهرستان بویراحمد در استان کهگیلویه و بویراحمد ایران است.

## جمعیت
این روستا در دهستان سپیدار قرار دارد و براساس سرشماری مرکز آمار ایران در سال ۱۳۸۵، جمعیت آن ۴۲۸ نفر (۷۸خانوار) بوده‌است.